# スポック

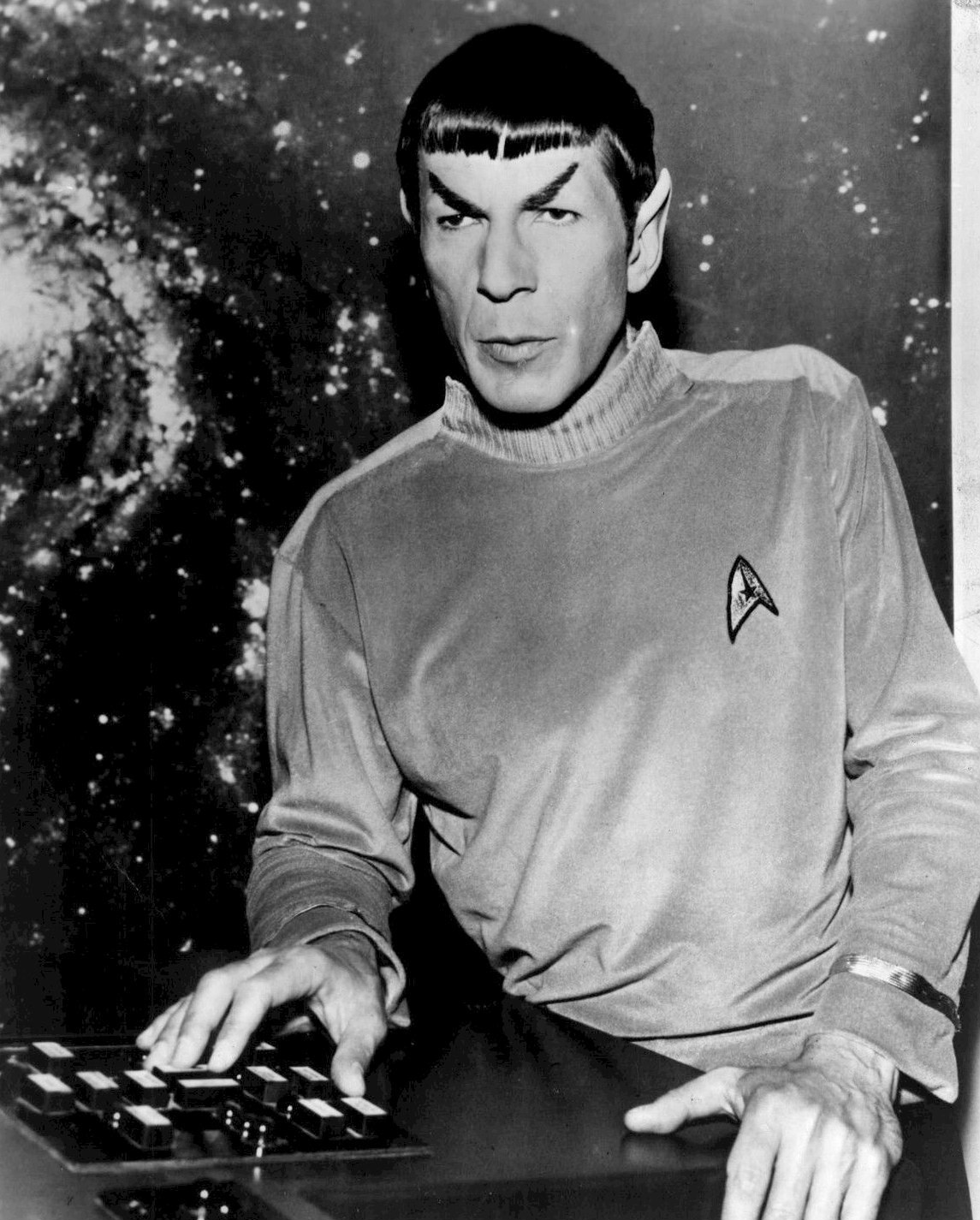
レナード・ニモイ演じるスポック

スポック／ミスター・スポック（Spock / Mr. Spock）は、アメリカのSFテレビドラマ・映画『スタートレック』シリーズの登場人物である。

## 略歴
『宇宙大作戦（TOS）』では、惑星連邦宇宙艦隊の士官でバルカン人と地球人のハーフとして登場する。U.S.S.エンタープライズ NCC-1701の科学主任兼副長で、艦隊での認識番号はS179276ST。階級は海軍少佐で、職務は副長兼科学主任。司令官用の金色の制服ではなく、科学・医療部門用の青の制服を着用する。劇場版第1作と第2作の間に船長（大佐）に昇進している。その後2268年（『新スタートレック（TNG）』第107話・108話）で連邦大使として登場し、ロミュラン人とバルカン人の再統合運動を主導していた。
その後、ロミュラン星消失の事件（2387年）の際に宇宙船ごとブラックホールに飲み込まれ、過去の並行宇宙（ケルヴィン・タイムライン）へ転移。その世界では母星バルカンの消滅と共に多くの同胞が失われたため、新たな母星・ニュー・バルカンの候補を探し出すなど、余生をバルカン人再興の仕事に捧げ、2262年、天寿を全うする。並行世界の若き旧友らにもアドバイスを与えるなどし、若きスポックからも敬愛を受ける。
賞罰はバルカン星科学名誉勲章、武勇勲章、宇宙艦隊司令官賞2回授賞。

### 生い立ち
2230年、バルカン人の父で外交官のサレクと、地球人の母で科学者のアマンダ・グレイソンとの間に生まれる。また養姉妹に地球人のマイケル・バーナムがおり、バルカン星でバルカン人として育った。その出生は度々迫害の原因になり、自分の居場所を求める辛い少年時代を送ったようである。セレットという猫ほどの大きさの熊を可愛がっており、5歳の時に友人から地球人との混血と言われ泣いた事がある。バルカン科学者の最高権威であるバルカン科学アカデミーに合格するが、地球人でありながらバルカン的に育ちトップの成績を修めるに至ったマイケルとは逆に、ハーフの自分への差別意識と排他性に反発して、史上初めてアカデミー入りを辞退したバルカン人となり、多様な種族が共存する惑星連邦宇宙艦隊を自分の居場所と定めて入隊した。この事件はその後、父サレクとの長い確執の原因となった。なお、マイケルも後に過激な純血主義者によるテロに遭いバルカン社会を離れて宇宙艦隊に入隊している。
他に親族として異母兄のサイボック、サレクの24世紀における後妻であるペリンがいる。

## キャラクター
当初は厳格なバルカン人として振る舞い、地球人とのハーフであることや感情を指摘されることを嫌悪し拒絶するが、ジェームズ・T・カーク船長、レナード・マッコイらとの交流と経験を通じて、自分の人間性を肯定的に扱えるように成長し、人間が使うような詭弁や嘘を操る事もできるようになった。彼とは対照的に行動的なカーク、感情的なマッコイとは友情で結ばれ、任務におけるカークからの信頼は厚い。マッコイとは軽口を叩き合う関係である。
バルカン人は感情を完全に抑制し表情に出さず、また正当防衛以外では他人に手をあげない非暴力主義者だと設定されているが、片手で首から肩にかけて手をあてるだけで気絶させるバルカン神経掴み（Vulcan nerve pinch）という得意技もある。だが、パイロット版や第1シーズンにおいては設定が固まっておらず、スポックの喜怒哀楽や自分から暴力を振るうシーンが見られた。また、スポックに限らず、他のバルカン人でも時折、感情を表に出してしまう描写がある（詳細はバルカン人を参照）。また、両手を顔に当てて相手の心を読む、精神融合というリーディング能力（フュージョン、またはマインドリンク）がある。
口癖は「船長、それは非論理的です」、「（片眉を上げながら）興味深い」など。また、バルカン式挨拶（バルカン・サリュート）の指の形も、初代スポックを演じるレナード・ニモイが発案者である。「長寿と繁栄を（ユダヤ教でのシェキーナーという表現を参考にしたもので、片手をあげて、第二第三指および第四第五指をそれぞれつけた状態で、双方の間隔を空ける）」を劇中で最初に行ったのも初代スポックである。
TOS製作初期には、とがった耳や皮膚の色などの「悪魔的な外見」や、テレビドラマにおいて異星人がレギュラーになった前例がない事などから、局側はレギュラーから外すよう求めた。しかしプロデューサーであるジーン・ロッデンベリーは、人類以外のキャラクターを置くことでエピソードをより発展させられると考え、スポックのキャラクターを残すこととした。

## 歴代シリーズ作品での描写

### 宇宙艦隊入隊まで
宇宙艦隊へ入隊するにあたり、自分と同じ道を歩むもの期待していた父サレクに反目し、以後、U.S.S.エンタープライズ NCC-1701での任務中（TOS第44話「惑星オリオンの侵略」）に再会・和解するまで、18年間サレクとは会話しない。同エピソードでは父を尊び、母を敬う意外な「孝行息子」ぶりを披露する。侵入者の凶刃で負傷したカークに代わり艦の指揮を執っている際、心臓病で倒れたサレクを救うために輸血をしてくれとアマンダに頼まれ、「輸血をするなら私は職務を放棄しなければならない（つまり、艦と部下を見捨てなければならない）。自分のせいでそんなことになったら、お父さんは喜んでくれますか」と苦悩の色を見せる（この窮地は、カークが重傷をおし隠して船長席に復帰したことで打開された）。
義姉にあたるマイケルに対しては、突然姉ができたことを受け入れられなかったのか、初対面では両親から仲良くせよと言われた直後に無言でドアを閉じてしまっており、その後もアマンダが読み聞かせをしている様子を寂しげに覗く。未来から来た赤い天使のごとき存在に会い(『スタートレック:ディスカバリー（DSC）』第23話「記憶の痛み」)、認識障害ゆえにコミュニケートできている（DSC第26話「永遠なる無限」）。両親の元を離れた後、2257年時点でサレクだけでなくマイケルとも長らく顔を合わせていなかったという（DSC第16話「義弟」）。

### スタートレック:ディスカバリーおよびスタートレック:ストレンジ・ニュー・ワールドの時代
TOSの10年ほど前を舞台とするDSCシーズン2に登場。U.S.S.エンタープライズに配属されたのはカークより早く、当時の船長はクリストファー・パイクである。2257年、大尉として謎の信号源の調査活動中に精神に変調をきたし、U.S.S.エンタープライズを降りて療養施設に入るが当地で3人を殺して脱走したとされて、お尋ね者となる。バルカン星に隠れていたところを義姉のマイケル・バーナムに発見されてタロス4号星に向かい、タロス人の治療を受ける。マイケルと共にパイクが臨時に船長を務めていたU.S.S.ディスカバリーに乗り、謎の赤い天使の警告に従って全銀河系の生物をAIによる殲滅から救おうとする。AIの求めるデータとともにマイケルとU.S.S.ディスカバリーを未来に送りこみ、艦隊にはディスカバリーが爆発したと偽の証言を行う。
その後『スタートレック:ストレンジ・ニュー・ワールド（SNW）』ではU.S.S.エンタープライズの第2副長兼科学主任として引き続きパイクに仕える。マイケルを失った事に深く悲しみを抱き続けていると思われる描写や、バルカン人の婚約者トゥプリングを持ちながら、看護婦のクリスティン・チャペルとの恋愛関係が描かれる等、ケルヴィンタイムラインの若きスポックと同様、人間面の描写が多く見られる。異母兄サイボックについても、シーズン1で存在が描写された。

### 『宇宙大作戦』の時代
船長がジェームズ・T・カークに交代した後も同役職でU.S.S.エンタープライズに残ったが、副長だったゲイリー・ミッチェル少佐の殉職により繰り上がって副長となる。
カークたちに対しては彼なりに友情を抱いているらしいが、普段は地球人の感情に基づく言動を「非論理的」と否定している。特に感情的なドクター・マッコイとの意見対立、そしてカークによる調停はストーリーの定番であった。また、理論より実践肌の技術主任チャーリー（モンゴメリー・スコット）との関係も微妙なものがあり、ミスター加藤（ヒカル・スールー）ら他の士官からも、尊敬されても敬愛されているとは言いがたかった。
とはいえ後に、軍規違反による死刑のリスクを冒してでも元上司のパイクをタロス4番星に送り届けるよう計画・実行したり、カークに気の利いた誕生祝いを贈るなど、きわめて人間的な温かみ、思慮深さが彼の行動の根底にある。
バルカンに婚約者がいたものの、彼女が破談を望んだ結果、彼女の代理人として指名されたカークと決闘する羽目に陥った事がある。その際、死亡したと思っていたカークの無事を知り、思わず満面の笑みで「ジム！」と叫んでしまうが、すぐに我に返る（TOS第34話「バルカン星人の秘密」より）。
カークの許では副長として絶対的な信頼を得たのはよく知られる通り。一方、カーク不在の折には自ら指揮を取ることもあったが、その指揮ぶりは理性的すぎ、冷徹すぎ、完璧主義すぎる上に、部下にも理性と冷徹と完璧を要求する傾向が強く、時に非情で横暴に見えることもあり、指揮官としては部下の不評もある。
過去にタイムスリップしたスポックはある女性と出会い（タイムスリップの影響で過去のバルカン人同様に感情に支配されていたため）激しい恋に落ちる。

### 映画シリーズの時代
劇場版第1作『スタートレック』
カーク船長指揮下のU.S.S.エンタープライズでの5年間の調査任務の後、一旦艦隊を離れ、バルカンで感情を完全に捨て去る境地に至るコリナーの修行に入る。しかし2271年、「ヴィジャー」の接近に伴う地球の危機を感知し、艦隊への拘りを捨てきれていないことを自覚。コリナーは達成直前で失敗に終わり、U.S.S.エンタープライズへ駆けつけて艦隊に復帰し、再びカークの許で副長兼科学主任を務める。バルカン人にとって理想的な、完璧な知性を備えたヴィジャーが求めていたものが、実は人間性だった皮肉を笑い、コリナールの修行を打ち切る。
劇場版第2作『スタートレックII カーンの逆襲』
カークの後任としてU.S.S.エンタープライズの船長を務めている。ただしカークが同乗するときは、彼を最高指揮官とする。2285年、カーン・ノニエン・シンによるジェネシス装置自爆の際、放射能で汚染されたエンジンルームの中に独りで身を投じて機関を修理し、エンタープライズの危機を救ったが、代償に命を落とす。遺体は宇宙葬にされたのち、ジェネシスの発動によって誕生した惑星に降下する。
劇場版第3作『スタートレックIII ミスター・スポックを探せ!』
生命を創造するジェネシスの影響で遺体の細胞が再生。子供として蘇生し、さらに惑星ジェネシスの急激な成長スピードの影響を受けて急激に成長する。7年ごとのポン・ファーを短時間で数回も経験する。惑星を離れることで急速な成長は治まり、バルカン星のセレヤ山での儀式（ファル・トア・パン）によって、前作の死の直前にレナード・マッコイに託していたカトラ（魂）との再融合を果たす。カトラの救済をカークに依頼したのは父サレクである。
劇場版第4作スタートレックIV 故郷への長い道
バルカンでの3か月のリハビリテーションを経て、20世紀の地球へのタイムトラベルの間にカークらとの人間関係を完全に取り戻す。地球で再会した父サレクは、かつて艦隊への入隊を反対したことを自分の間違いだったと認め、完全に和解する。
劇場版第5作『スタートレックV 新たなる未知へ』
2287年、U.S.S.エンタープライズ NCC-1701-Aを乗っ取った異母兄サイボックと対面する。サイボックの精神融合によるトラウマの暴露を使った洗脳術を跳ね除け、サイボックに今の自分が自己を確立し居場所を認識していることを語り、カークへの忠誠を守る。
劇場版第6作『スタートレックVI 未知の世界』
2293年、連邦の特命全権公使として秘密裏にクリンゴン帝国との和平工作を進め、クリンゴンのゴルコン宰相との秘密交渉のエスコートにカークとU.S.S.エンタープライズAを推薦。クリンゴンを強く嫌悪するカークに「ニクソンだけが中国に行けた」と説得を行う。このミッションの時点で、カークと共に3ヶ月後に退役を控えていた。また、自らの後継者とも目していたバルカン人士官のヴァレリスには「論理は賢明であることの始まりだが終わりではない」と、彼らしい含蓄あるアドバイスをしている。その後、ゴルコン宰相謀殺の冤罪でカークとマッコイが流刑になると、U.S.S.エンタープライズAの艦長としてその救出および真相究明に全力を尽くすが、その結果愛弟子ヴァレリスの裏切りを暴いて破滅させることとなり、論理と自らの限界を思い知らされる。

### 『新スタートレック』の時代
その後は提督への昇進記録はなく、艦隊を離れ父と同じ外交の道に進む。『新スタートレック』では惑星連邦の大使として登場する。バルカン人とロミュラン人の再統一を目指してロミュラス星で活動し、そしてかつてのカーク以上の独断専行を行う。なおDSCでは、スポックの努力が数百年後に実を結び、再統一が達成されることが語られる。ベンダイ症候群で苦しんだサレクの死に目には会えなかったが、臨終の場に居合わせたU.S.S.エンタープライズ NCC-1701-Dのジャン＝リュック・ピカード艦長との精神融合を通して、ロミュラスで亡き父のカトラに触れる。

### ケルヴィン・タイムラインの時代
劇場版第11作スター・トレック (2009年の映画)』
2387年、超新星の影響で惑星ロミュラスが消滅し、ロミュラン人のほとんどが消滅するという事件が起きたことがスポックによって語られる。超新星の影響を阻止しようとしたスポック大使の作戦は失敗し、生き残ったロミュラン人の一派がそれを恨んで、TOSの時代の直前にタイムトラベル。惑星バルカンを消滅させるという復讐が果たされてしまう。その並行宇宙のバルカン政府要人は、父サレクを含めU.S.S.エンタープライズに救助されるが、母アマンダはバルカンと運命を共にしてしまう。
一方、その宇宙の若きスポックは連邦中佐で、パイク船長の元でU.S.S.エンタープライズ副長の地位にあり、ウフーラとは交際関係。また、コバヤシマル・テストを作成したのも彼である。向こう見ずなカークに当初は批判的で、エンタープライズから氷の惑星に追放するなど過激な対応をすることもあったが、次第に互いを理解し、連携していく。
スポック大使（スポック・プライム）はU.S.S.エンタープライズから追放された若きカークと邂逅、精神融合で事件の全貌を伝え、さらにモンゴメリー・スコットとも出会い、カークに若きスポックからエンタープライズの指揮権を取り返すためのアドバイスをする。この時代にはないトランスワープ理論で改造した転送装置で、ふたりをワープ中のU.S.S.エンタープライズに転送した。事件解決後、若きスポックもスポック・プライムと邂逅を果たす。スポック・プライムは若きスポックに、バルカンの再建は自分に任せて艦隊に残るよう要請、カークとの友情の大切さを説き、「幸運を」と言い残す。
劇場版第12作『スター・トレック イントゥ・ダークネス』
本作の悪役であるハリソン中佐のテロにより、ロンドンの地下施設が爆破され艦隊本部も襲撃されたのち、クリンゴン人の母星で彼を逮捕した際に明らかになった中佐の正体「カーン」なる人物について、若きスポックはスポック・プライムに問い合わせる。スポック・プライムは、カーン・ノニエン・シンはU.S.S.エンタープライズが遭遇した最強・最悪の脅威であり、その打倒に犠牲を払ったと忠告する。その後カーンはアレキサンダー・マーカス提督の宇宙戦艦を乗っ取り、その攻撃でメインコアが停止したU.S.S.エンタープライズは地球へと墜落する。カークが放射能が充満した機関室に突入してメインコアを修復して艦を救ったものの(劇場版第2作でのスポック・プライムのように)、被曝したカークは命を落としてしまう。あまりの仕打ちに激情に駆られたスポックはバルカンの掟も冷静さもかなぐり捨て、指揮まで放棄して単身カーンを追跡。危うく返り討ちにされかけるが、間一髪でウフーラに救われる。この事件の後、カーンの血清で蘇ったカーク船長の許、U.S.S.エンタープライズ副長として前例のない5年間の宇宙探査に出発する。
劇場版第13作『 スター・トレック ビヨンド』
5年間の探査任務の3年目。スポックは人口が激減したバルカン人の再興のため、バルカン人と交配することを考え、ウフーラと破局してしまう。更にその後、U.S.S.エンタープライズが寄港した宇宙基地ヨークタウンで、スポックはスポック・プライムの訃報を受け、強く動揺する。その後、謎の敵との交戦でエンタープライズは撃沈され、スポックはマッコイと共に辛くも脱出するも、心臓脇に金属片が突き刺さる重傷を負う（バルカン人の心臓は人間の肝臓の位置にある）。その後、追手に追い詰められるもカークらによって転送されて窮地を脱し、医療装置を使ったマッコイの処置で一命を取り留める。敬愛するスポック・プライムが行っていたニュー・バルカン再建の仕事を継ぐことを考えていたスポックだが、事件解決後、ウフーラとも復縁し、スポック・プライム同様、かつて彼に諭されたように友人であるカークの元に残り、新造されたU.S.S.エンタープライズ NCC-1701-Aで宇宙艦隊での勤務を続けることを選ぶ。

## ネーミング
「スポック」というのは本名ではない。正統なバルカン名は地球人には発音できないとされるため、付けられた呼び名であるとされていたが、劇場版1作目などのバルカン語のセリフでも明確に「スポック」と発音されている。また苗字は脚本家D・C・フォンタナが、無理に英語アルファベットに表わすと "XTMPRSQZNTWLFB!" であるとしている。
本編である映像作品内では地球人には発音が難しい名前という情報のみ明かされているがノベライズ版『メトセラへの鎮魂歌』では『S'chn T'gai Spock』をスポックのフルネームとしている。

## 演じた俳優と声優

### 俳優
レナード・ニモイ
TOS、劇場版第1作～第6作、TNG、『スタートレック:ディープ・スペース・ナイン（DS9）』、劇場版第11作～第13作（スポック・プライム）、『Star Trek Online』、DSC
DS9及び劇場版第13作、DSCにはアーカイブ出演。ニモイは劇場版第3作・第4作では監督を務めている。
当初、マーティン・ランドーにオファーされていたが、役柄がランドー自身のキャラクターに合わないとして断られ、ニモイにオファーされた。その後ランドーは『スパイ大作戦』のローラン・ハンド役で出演したが、そこでもニモイは出演料などの契約の食い違いで降板したランドーの後を継いで、グレート・パリス役で『スパイ大作戦』に2年間出演した。
SF作家アイザック・アシモフは、短編集『ゴールド-黄金』収録のエッセイ「女性とSF」にて、ニモイ演じるスポックの女性人気がその後のSFの女性読者、ひいては女性SF作家・編集者の増加につながったと評している。
ザカリー・クイント
劇場版第11作～第13作
クイントは『Star Trek Online』にキトマーのEMH役で出演している。
イーサン・ペック
DSC及びSNW。

### 日本語版吹き替え
久松保夫
『宇宙大作戦』
阪脩
『まんが宇宙大作戦』
瑳川哲朗
劇場版第1作（テレビ朝日版）、劇場版第2作～第3作（日本テレビ版）
大木民夫
劇場版第4作（フジテレビ版）
仁内建之
劇場版第5作（機内上映版）
仁内は劇場版第6作（VHS版）にマッコイ役で出演している。
吉水慶
劇場版第6作（VHS版）
吉水はTNG第1-2シーズンにピカード役で出演している。
矢田耕司
TNG、DSC（アーカイブ出演）
菅生隆之
TOS（追加収録部分）、DS9、劇場版第1作～第6作（新録版）、劇場版第11作～第12作（スポック・プライム）
喜山茂雄
劇場版第11作～第13作
小原雅人
TOS（Netflix配信版パイロットエピソード）
星野貴紀
DSC、SNW